# Gungrave G.O.R.E
Gungrave G.O.R.E è un videogioco sparatutto del 2022 pubblicato per PlayStation 4, PlayStation 5, Xbox One, Xbox Series X e Series S e Microsoft Windows. Il gioco ha ricevuto una versione per Nintendo Switch dal titolo Gungrave G.O.R.E Ultimate Enhanced Edition.

## Sviluppo
Lo sviluppo di Gungrave G.O.R.E è stato annunciato nel dicembre 2017 sulla rivista Famitsū e inizialmente previsto per l'inverno 2019.
Mostrato al Tokyo Game Show 2019, il gioco è stato rinviato prima al 2020 e poi al 2022.
Gungrave G.O.R.E è stato reso disponibile sull'Xbox Game Pass a partire dal 22 novembre 2022.
Gli sviluppatori hanno dichiarato di essersi ispirati nel design del videogioco ai film Equilibrium e Desperado.